# Tarapacá (kommun)
Tarapacá är en corregimientos departamentale i Colombia.   Den ligger i departementet Amazonas, i den sydöstra delen av landet, 1 000 km sydost om huvudstaden Bogotá. Antalet invånare är 3 775.